# 31893 Rodriguezalvarez
31893 Rodriguezalvarez este un asteroid din centura principală de asteroizi.

## Descriere
31893 Rodriguezalvarez este un asteroid din centura principală de asteroizi. A fost descoperit pe 29 martie 2000 la Socorro, New Mexico, în cadrul proiectului LINEAR. Asteroidul prezintă o orbită caracterizată de o semiaxă mare de 2,24 ua, o excentricitate de 0,19 și o înclinație de 8,2° în raport cu ecliptica.